# Герб Туркменистана
Государственный герб Туркменистана (туркм. Türkmenistanyň Döwlet tugrasy) — один из официальных государственных символов Туркменистана, наряду с флагом и гимном.
Туркменистан является страной-рекордсменом на постсоветском пространстве по смене государственного герба: с момента независимости, страна поменяла три герба — ныне действующий герб этой страны является третьим по счёту.

## Описание
Герб Туркменистана представляет собой большую восьмиконечную звезду (восьмигранник) зелёного цвета с жёлто-золотистой каймой, в который вписаны два круга красного и голубого цветов. Эти круги разделены между собой и от поля восьмиконечной звезды тонкими жёлто-золотистыми полосами одинаковой ширины. На зелёном фоне восьмигранника вокруг красного круга изображены основные элементы национального богатства и символики государства: в нижней части — семь раскрытых пятистворчатых коробочек белого хлопка с зелёными лепестками, в средней части — колосья пшеницы жёлто-золотистого цвета, по два колоса с каждой стороны герба, в верхней части — полумесяц с пятью пятиконечными звёздами белого цвета.
На кольцевой полосе красного круга размером в два диаметра голубого круга изображены по ходу часовой стрелки пять основных ковровых гёлей (орнаментов), представляющих пять основных племён туркменского народа, и символизирующих их сплочённость и единство: ахалтеке, салыр, эрсары, човдур, йомут.
В голубом круге изображён конь ахалтекинской породы. В 2000 г. было определено, что это Янардаг — конь первого президента Туркменистана Сапармурата Ниязова.
Герб Туркменистана соединил в себе культурное наследие родоначальников туркменского народа Огузхана и династии сельджукидов, создавших в древности могущественную империю и оказавших заметное влияние на развитие как тюркских народов, так и населения Евразии в целом. Истокам герба Туркменистана более четырёх тысяч лет.

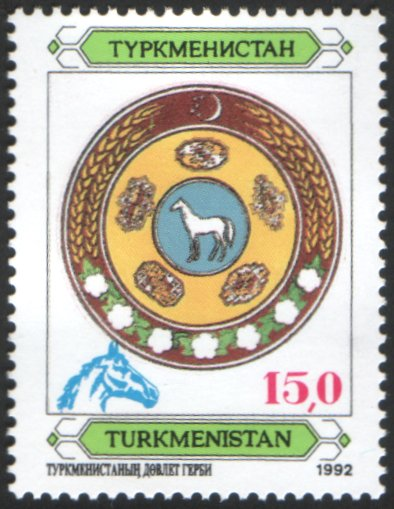
Герб на почтовой марке Туркменистана 1992 года.

## История
Государственный герб Туркменистана принят Законом Туркменистана № 654-ХП 19 февраля 1992 года.
Законом Туркменистана «О внесении изменений в Закон Туркменистана «О Государственном гербе Туркменистана» от 27 ноября 2000 года внесены изменения и дополнения в ранее действующий закон и Положение о Государственном гербе Туркменистана. Согласно новому закону, изменились изображение, цветовая гамма и размеры Государственного герба Туркменистана. Герб образован тремя кругами, вписанными друг в друга, с общим центром: малого — голубого цвета, среднего — красного и большого — зелёного цвета. Круги разделены между собой желто-золотистыми полосами одинаковой ширины. В центре герба в малом круге изображен в соответствии с эталоном-образцом ахалтекинский конь первого президента Туркменистана Сапармурата Ниязова — Янардаг.
В 1992—2003 годах герб Туркменистана имел круглую форму. Президент страны Сапармурат Ниязов, предложивший изменить его облик, заявил, что восьмиугольник у туркмен с древних времён считается символом изобилия, мира и спокойствия. На заседании Народного совета был принят новый «Закон о Государственном гербе Туркменистана».

## Галерея

Герб Туркменской ССР с 1 апреля 1927 года по 2 марта 1937 года
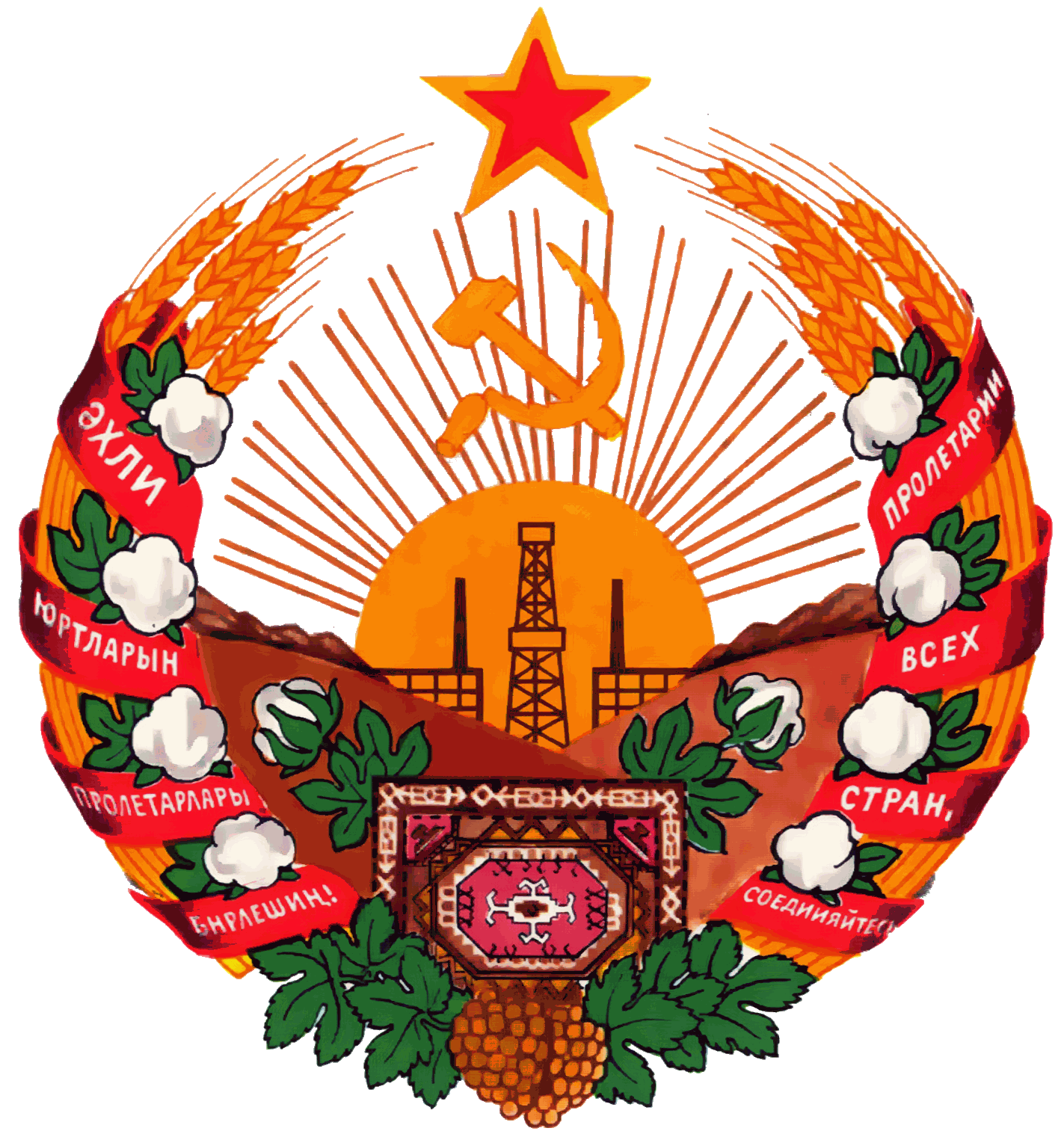
Герб Туркменской ССР со 2 марта 1937 года по 13 апреля 1978 года
Герб Туркменской ССР с 13 апреля 1978 года по 27 октября 1991 года
Герб Туркменистана с 27 октября 1991 года по 19 февраля 1992 года
Герб Туркменистана с 19 февраля 1992 года по 27 ноября 2000 года
Герб Туркменистана с 27 ноября 2000 года по 15 августа 2003 года